# Pyranose
Un pyranose est un terme désignant les oses dont la structure chimique est composée d'un hétérocycle à 6 atomes : 5 de carbone et un d'oxygène.

## Structure
Le terme pyranose dérive de la similarité du cycle avec celui de l'hétérocycle du pyrane.
Dans un aldose, le cycle pyranose est le produit de la réaction d'hémi-acétalisation, sous catalyse acide en présence d'eau, entre le groupement alcool du carbone 5 et le groupement aldéhyde du carbone 1 (voir séquence). Dans un cétose, il est le produit de la réaction entre le groupement alcool du carbone 6 et le groupement cétone du carbone 2.

Le mécanisme chimique se déroule en trois phases :
1. La fonction carbonyle capte un proton du solvant ;
2. Il y a une addition nucléophile sur C1 par le OH qui détermine la série L ou D ;
3. L'oxygène O intracyclique, perd son proton.

En série D, les formes bêta ont toujours leur fonction hémiacétalique (OH en 1, qui n'est pas un alcool) vers le haut sous la représentation de Haworth ; de même les formes alpha portent le OH vers le bas.

## Mutarotation
Les oses, comme le glucose, existent sous plusieurs formes en milieu aqueux, et passent de la forme alpha-pyranose en bêta-pyranose en passant par la forme linéaire par réaction d'hydrolyse et de condensation jusqu'à la formation d'un équilibre entre les trois formes.